# Mads Junker
Mads Junker (ur. 21 kwietnia 1981 w Kopenhadze) – duński piłkarz występujący na pozycji napastnika. Od 2014 jest zawodnikiem Delhi Dynamos.

## Kariera klubowa
Junker zawodową karierę rozpoczynał w 1999 roku w klubie Lyngby BK z Superligaen. Sezon 2000/2001 spędził na wypożyczeniu we Fremad Amager. Potem powrócił do Lyngby. W jego barwach rozegrał w sumie 23 spotkania i zdobył 4 bramki.
Na początku 2002 roku odszedł do Brøndby IF, również z Superligaen. Pierwszy ligowy mecz zaliczył tam 10 marca 2002 roku przeciwko Viborgowi (2:2). W tym samym roku zdobył z nim mistrzostwo Danii. W 2003 roku wywalczył z zespołem wicemistrzostwo Danii, a także wygrał z nim Puchar Danii. W Brøndby Junker grał przez 1,5 roku.
W 2003 roku Junker został graczem zespołu Ølstykke FC (1. division). Rok później przeniósł się do FC Nordsjælland (Superligaen). Zadebiutował tam 25 lipca 2004 roku w zremisowanym 2:2 spotkaniu z Aarhus GF (2:2), w którym strzelił także gola. Barwy Nordsjælland reprezentował przez 1,5 roku.
W 2006 roku podpisał kontrakt z holenderskim SBV Vitesse. W Eredivisie zadebiutował 15 stycznia 2006 roku w przegranym 0:1 spotkaniu z Feyenoordem. 11 lutego 2006 roku w przegranym 1:4 pojedynku z Heerenveen zdobył pierwszą bramkę w Eredivisie.
W 2009 roku Junker został wypożyczony do Rody Kerkrade, a w 2010 roku przeszedł na stałe do tego klubu. W 2012 roku odszedł do KV Mechelen. W 2014 roku został piłkarzem Delhi Dynamos.

## Kariera reprezentacyjna
W reprezentacji Danii Junker zadebiutował 16 sierpnia 2006 roku w wygranym 2:0 towarzyskim meczu z Polską. 11 sierpnia 2010 roku w zremisowanym 2:2 towarzyskim spotkaniu z Niemcami strzelił pierwszego gola w trakcie gry w drużynie narodowej.